# Christian Sinding
Christian August Sinding född 11 januari 1856 i Kongsberg, död 3 december 1941 i Oslo, var en norsk kompositör, bror till Otto Ludvig och Stephan Sinding.

## Biografi
Sinding tog fiollektioner som barn men övergick till piano. Han studerade först musik i Oslo för att sedan gå vidare med studierna 1874-1878 vid musikkonservatoriet i Leipzig, Tyskland och 1882-1889 vistades han som statsstipendiat i München och han innehade därefter statens tonsättarstipendium. Åren 1920–1921 vistades han i Förenta staterna som lärare i komposition på Eastman School of Music i Rochester, New York.
Hans stilideal var högromantiken i Richard Wagners anda, men han skrev trots detta inget programmatiskt verk och endast en opera. Man anser att han givit sitt bästa i sångerna.
Sinding blev år 1900 som nr 506 invald i Kungliga Musikaliska Akademien. Överförd till utländsk ledamot
1905 efter Unionsupplösningen.

## Verk i urval

### Scenisk musik
- Opera Der heilige Berg, op. 111 (1910–1912)

### Orkestermusik

#### Symfonier
- Symfoni nr. 1 i d-Moll, op. 21 (1894)
- Symfoni nr. 2 i D-Dur, op. 83 (1907)
- Symfoni nr. 3 i F-Dur, op. 121
- Symfoni nr. 4 "Vinter og vår", op. 129 (1936)

#### Konserter
- Konsert för piano og orkester i D-Dur, op. 6
- Konsert för violin och orkester nr. 1 i A-Dur, op. 45
- Konsert för violin och orkester nr. 2 i D-Dur, op. 60
- Konsert för violin och orkester nr. 3 i a-Moll, op. 119

#### Andra kompositioner
- Abendstimmung för violin och orkester, op. 120a
- Feststemning i Skorpen för orkester, op. 120b
- Frühlingsrauschen

### Kammarmusik

#### Med piano
- Kvintett för piano, 2 violiner, viola och cello i e-Moll, op. 5 (1882–1884)
- Trio för piano, violin och cello nr. 1 i D-Dur, op. 23 (1893)
- Trio för piano, violin och cello nr. 2 i a-Moll, op. 64 (1902)
- Trio för piano, violin och cello nr. 3 i C-Dur, op. 87 (1908)

#### Utan piano
- Kvartett för 2 violiner, viola och cello i a-Moll, op. 70 (1904)

### Musik för soloinstrument

#### Orgel
- Hymnus, op. 124

#### Piano
- Suite, op. 3
- Etude, op. 7
- Frühlingsrauschen, op. 32 nr. 3
- Melodies Mignonnes, op. 52
- Quatre Morceaux Caractéristiques op. 53
- 4 Morceaux de Salon, op. 54
- 10 Studien und Skizzen, op. 82
- Sonat i h-Moll, op. 91
- 10 Jugendbilder', op. 110
- Am Spinett, op. 122
- 5 Compositions, op. 128a

#### Violin
- Suite i d-moll, op. 123 (1919)

### Sånger
- Alte Weisen, op. 1
- Ranker og Roser, op. 4
- 10 Digte af 'Sangenes Bog', op. 13
- Til Molde, till en dikt av Bjørnstjerne Bjørnson, op. 16, München 1884
- Galmandssange, op. 22
- Rytmeskvulp, op. 29
- Tonar, op. 37
- 6 Lieder von Per Sivle : für eine Singstimme mit Pianoforte, Op.38  Leipzig 1897
- Strengjeleik, op. 40
- 14 Danske Viser og Sange, op. 50
- Nemt, Frouwe, Disen Kranz, op. 57 (på medeltidstyska)
- 4 sånger, op. 68
- 5 sånger, op. 69
- 7 Gedichte, op. 77
- No dalar soli, op. 80/5
- 3 Blomstersånger, op. 95
- 4 Balladen und Lieder, op. 107
- 4 Balladen und Lieder, op. 109
- Barcarole, op. 128/4
- Farvel, op. 130/2